# Protestantse kerk (Blitterswijck)

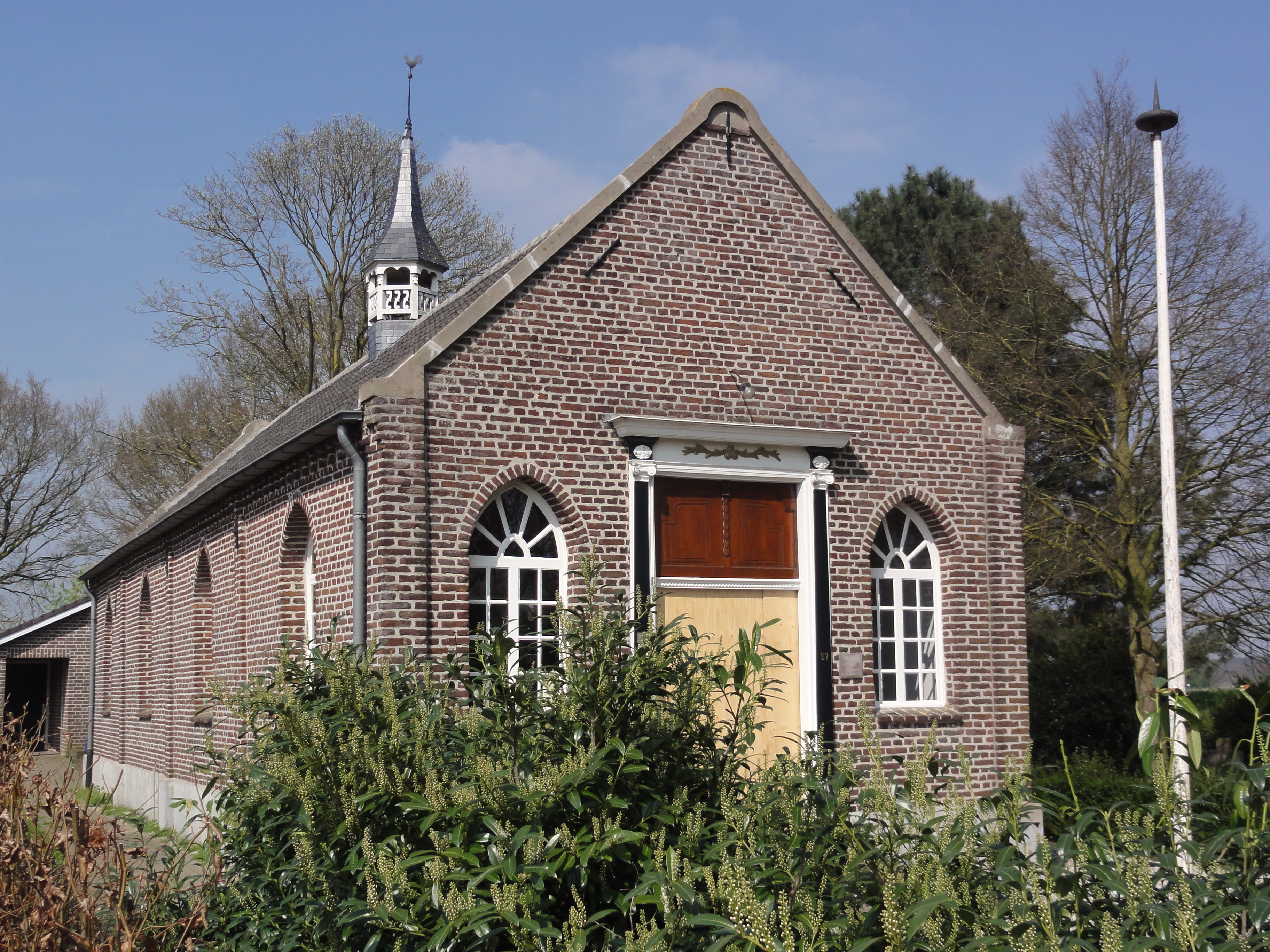
Protestantse kerk

De Protestantse kerk is een kerkgebouw te Blitterswijck, gelegen aan Maasweg 27.
Het gebouw werd gesticht in 1828 als Hervormde kerk, door Arnoldina Margaretha Mackay, kasteelvrouwe van Kasteel Blitterswijck.
Het is een eenvoudig rechthoekig bakstenen zaalkerkje waarvan vooral de ingangspartij, met ionische pilasters, opvalt. Een dakruiter bevat een klokje uit 1799, gegoten door Alexis Petit.
De inventaris (doophek, preekstoel, banken, kroonluchter) is uit de tijd van de bouw.
Tegenwoordig is het gebouw in gebruik bij de PKN, maar alleen in de zomer worden er diensten gehouden.
Op het naastgelegen protestantse kerkhofje is een grafzerk van A.U.M. baronesse de Cocq van Haeften, die in 1877 gestorven is.
Het kerkje is geklasseerd als rijksmonument.